# 남양주시의 마천루 목록
대한민국 경기도 남양주시의 마천루 목록이다. 대한민국의 「초고층 및 지하연계 복합건축물 재난관리에 관한 특별법」에 따르면 '초고층 건축물' 이란 층수가 50층 이상 또는 높이가 200m 이상인 건축물을 말한다.

## 마천루 순위
본 목록은 완공되었거나, 상량식을 끝낸 마천루이다.
| 순위 | 이름                            | 사진 | 위치   | 높이 | 층수 | 완공 연도 | 비고                                    |
| ---- | ------------------------------- | ---- | ------ | ---- | ---- | --------- | --------------------------------------- |
| 1=   | 힐스테이트 별내역 101동         |      | 별내동 | 154m | 46층 | 2021년    | 현재 남양주시에서 가장 높은 마천루이다. |
| 1=   | 힐스테이트 별내역 102동         |      | 별내동 | 154m | 46층 | 2021년    | [ 2 ]                                   |
| 3    | 힐스테이트 별내역 103동         |      | 별내동 | 151m | 45층 | 2021년    | [ 3 ]                                   |
| 4=   | 별내 자이 더 스타 101동         |      | 별내동 | 139m | 46층 | 2023년    | [ 4 ]                                   |
| 4=   | 별내 자이 더 스타 102동         |      | 별내동 | 139m | 46층 | 2023년    | [ 5 ]                                   |
| 4=   | 별내 자이 더 스타 103동         |      | 별내동 | 139m | 46층 | 2023년    | [ 6 ]                                   |
| 7=   | 별내역 아이파크 스위트 101동    |      | 별내동 | 128m | 40층 | 2021년    | [ 7 ]                                   |
| 7=   | 별내역 아이파크 스위트 102동    |      | 별내동 | 128m | 40층 | 2021년    | [ 8 ]                                   |
| 9=   | 다산 자이 아이비플레이스 1501동 |      | 다산동 | 127m | 40층 | 2021년    | [ 9 ]                                   |
| 9=   | 다산 자이 아이비플레이스 1502동 |      | 다산동 | 127m | 40층 | 2021년    | [ 10 ]                                  |
| 9=   | 다산 자이 아이비플레이스 1503동 |      | 다산동 | 127m | 40층 | 2021년    | [ 11 ]                                  |
| 9=   | 다산 자이 아이비플레이스 1504동 |      | 다산동 | 127m | 40층 | 2021년    | [ 12 ]                                  |
| 9=   | 다산 자이 아이비플레이스 1505동 |      | 다산동 | 127m | 40층 | 2021년    | [ 13 ]                                  |
| 9=   | 다산 자이 아이비플레이스 1506동 |      | 다산동 | 127m | 40층 | 2021년    | [ 14 ]                                  |
| 9=   | 다산 자이 아이비플레이스 1507동 |      | 다산동 | 127m | 40층 | 2021년    | [ 15 ]                                  |
| 16   | 다산 효성 해링턴타워 102동      |      | 다산동 | 125m | 40층 | 2010년    | [ 16 ]                                  |
| 17   | 별내 자이 더 스타 104동         |      | 별내동 | 122m | 40층 | 2023년    | [ 17 ]                                  |
| 18   | 별내 자이 더 스타 105동         |      | 별내동 | 118m | 39층 | 2023년    | [ 18 ]                                  |
| 19=  | 별내역 아이파크 스위트 103동    |      | 별내동 | 113m | 35층 | 2021년    | [ 19 ]                                  |
| 19=  | 별내역 아이파크 스위트 104동    |      | 별내동 | 113m | 35층 | 2021년    | [ 20 ]                                  |
| 19=  | 별내역 아이파크 스위트 105동    |      | 별내동 | 113m | 35층 | 2021년    | [ 21 ]                                  |
| 22   | 다산 효성 해링턴타워 101동      |      | 다산동 | 105m | 33층 | 2010년    | [ 22 ]                                  |
| 23   | 화도 효성 해링턴타워 103동      |      | 화도읍 | 104m | 33층 | 2015년    | [ 23 ]                                  |
| 24=  | 화도 효성 해링턴타워 105동      |      | 화도읍 | 101m | 33층 | 2015년    | [ 24 ]                                  |
| 24=  | 화도 효성 해링턴타워 107동      |      | 화도읍 | 101m | 34층 | 2015년    | [ 25 ]                                  |

## 같이 보기
- 남양주시
- 마천루 목록
- 아시아의 마천루 목록
- 대한민국의 마천루 목록